# Fake Plastic Trees
Fake Plastic Trees — пісня гурту Radiohead, випущена 1995 року. Вийшла в альбомі The Bends, а також як сингл.
Ця пісня потрапила до списку 500 найкращих пісень усіх часів за версією журналу Rolling Stone

## Трек-лист
CD 1
1. «Fake Plastic Trees» — 4:50
2. «India Rubber» — 3:26
3. «How Can You Be Sure?» — 4:21

CD 2
1. «Fake Plastic Trees» — 4:50
2. «Fake Plastic Trees» (acoustic) — 4:41
3. «Bullet Proof..I Wish I Was» (acoustic) — 3:34
4. «Street Spirit (Fade Out)» (acoustic) — 4:26